# Colin von Ettingshausen
Colin von Ettingshausen (født 11. august 1971 i Düsseldorf) er en tysk tidligere roer.
Von Ettingshausen deltog sammen med Peter Hoeltzenbein i toer uden styrmand ved OL 1992 i Barcelona. Her vandt de deres indledende heat og kvalificerede sig til finalen med en andenplads i semifinalen. I finalen var briterne Steve Redgrave og Matthew Pinsent overlegne og vandt med mere end fem sekunder ned til Hoeltzenbein og von Ettinghausen på andenpladsen, mens slovenerne Iztok Čop og Denis Žvegelj tog bronzemedaljerne.
Von Ettingshausen vandt desuden VM-guld i otter i 1993 i Tjekkiet. Han deltog i OL 1996 i Atlanta i toer uden styrmand, men blev blot nummer femten.

## OL-medaljer
- 1992:  Sølv i toer uden styrmand